# La freschezza del Marcio (singolo)
La freschezza del Marcio è un singolo del rapper italiano Mondo Marcio, pubblicato il 26 febbraio 2016 come secondo estratto dall'album omonimo.

## Video musicale
Anticipato il 23 febbraio 2016 da una breve anteprima, il videoclip, diretto da Roberto Tafuro, è stato pubblicato il 26 febbraio 2016 attraverso il canale Vevo di Mondo Marcio.

## Tracce
1. La freschezza del Marcio – 4:04